# Corminus maniculatus
Corminus maniculatus är en skalbaggsart som beskrevs av Hermann Burmeister 1855. Corminus maniculatus ingår i släktet Corminus och familjen Melolonthidae. Inga underarter finns listade i Catalogue of Life.